# Autostrada M6 (Węgry)
Autostrada M6 (węg. M6 autópálya) – autostrada na Węgrzech, w ciągu trasy europejskiej E73, stanowiąca umożliwiające przejazd między Budapesztem i Peczem na południu kraju.
Stanowi szybkie połączenie z Chorwacją oraz Bośnią. Tworzy także najbardziej dogodne połączenie z Dalmacją i portami Adriatyku, szczególnie po wybudowaniu autostrady A5 w Chorwacji oraz autostrady A1 w Bośni.
Historia budowy:
- 11 czerwca 2006 roku otwarto pierwszy odcinek autostrady łączący Budapeszt z miastem Dunaújváros. Ten fragment został wybudowany w systemie PPP
- Odcinek od obwodnicy Budapesztu do Érd (7,7km) został otwarty 23 września 2008 roku
- Dwie sekcje zostały otwarte 31 marca 2010 (łącznie 114 km):
  - Dunaújváros - Szekszárd (67 km)
  - Szekszárd - Bóly (47 km)

Odcinek od Bóly do granicy chorwackiej (przejście graniczne Ivándárda-Branjin Vrh) wcześniej był projektowany jako autostrada M56. Odcinek zostanie wybudowany gdy po stronie chorwackiej zostanie dokończona budowa autostrady A5.